# Miopithecus ogouensis
Miopithecus ogouensis — примат з роду Miopithecus родини Мавпові (Cercopithecidae). Мачадо у 1969 році переглянув рід і чітко встановив відмінності між Miopithecus talapoin і неназваним видом, пізніше названим Кінгдоном у 1997 році за назвою річки Огове (фр. Ogooué).

## Опис
На відміну від пов'язаного виду, M. talapoin, M. ogouensis має тілесного кольору (не чорнуватого) вуха і шкіру обличчя. Довжина голови й тіла: 25-37 см (самиці), 30-40 см (самці). Хвіст: 26-53 см. Висота в плечах: пр. 19 см (самиці), пр. 22 см (самці). Вага 0,8-1,2 кг (самиці), 1.2-1.9 кг (самці).

## Поширення
Країни: Ангола; Камерун; Республіка Конго; Екваторіальна Гвінея; Габон. Цей вид живе в низовинному екваторіальному тропічному лісі, болотному і прибережному лісі. Як правило, пов'язаний з річками і використовує околиці прісної води як одне з основних місць проживання. Суворо залежить від щільного вічнозеленого покриву. Ніколи не зустрічається вище 500 м.

## Стиль життя
Вид денний і деревний, але також може плавати і пірнати під водою. Як відомо, раціон в основному складається з фруктів (приблизно 80%), переважно видів Uapaca, Musanga, Pseudospondias, плоті горіхів олійної пальми і плодів африканського імбиру (Aframomum, які можуть бути зібрані тільки на землі). Жуки, гусениці і павуки можуть бути взяті при нагоді. Годування зосереджене рано вранці й у кінці дня.

## Загрози та охорона
Серйозних загроз нема. Цей вид включений в Додаток II СІТЕС і в клас B Африканської конвенції. Цей вид зустрічається в багатьох охоронних територіях. 